# Batrisodes simplex
Batrisodes simplex (лат.) — вид мирмекофильных жуков-ощупников (Pselaphinae) из семейства стафилиниды.

## Распространение
Китай, Sichuan.

## Описание
Мелкие коротконадкрылые жуки. Длина от 2,75 до 3,02 мм.  Антенномеры усиков IX–X почти овальные, равной ширины и длины. Основная окраска красновато-коричневая. Включён в состав подрода Excavodes. Усики 11-члениковые, брюшко из 5 видимых тергитов. Вертлуги короткие, ноги прилегают к тазикам. Надкрылья в базальной части с 3 ямками. Мирмекофилы, ассоциированы с муравьями Formica или Myrmica, в земляных гнёздах которых под корнями и были найдены.